# 八角星
八角星，又稱八芒星，是一種有八隻尖角，並以八條直線畫成的星形。

## 幾何學
在幾何學中，八角星是邊自我相交的八邊形。
正八角星只有兩種，其施萊夫利符號計為{8/3}，與所述第二數字差別在繪製八角星時頂點間隔數，若計為{8/1}則為正八邊形，一般會省略後半只計{8}，此外，若计为{8/2}则为两个正方形的复合形状，并且两个正方形之差相差45度角，若计为{8/4}则为四个退化多边形正二边形的复合形状。

## 底面为正八角星的棱柱、反棱柱
| 正八角星{8/3} | 八角星柱 | 八角星反棱柱 | 八角星交叉反棱柱 |

## 外部連結
- 埃里克·韦斯坦因. . MathWorld.
- https://web.archive.org/web/20151104130338/http://home.hiwaay.net/~jalison/hepta.html Approximate construction method]